# Johansenia
Johansenia, monotipski rod crvenih algi smješten u tribus Corallineae, dio potporodice Corallinoideae. Rod je opisan 2013. a jedina vrsta je J. macmillanii s pacifičke obale Sjeverne Amerike

## Sinonimi
- Cheilosporum macmillanii Yendo 1902
- Serraticardia macmillanii (Yendo) P.C.Silva 1957